# Phare de Ciboure
Le phare de Ciboure (feu amont) est  un phare situé dans le port de Ciboure, dans le département des Pyrénées-Atlantiques.
Il a été construit en 1936 sur des plans de l'architecte André Pavlovsky, avec son jumeau le phare de Saint-Jean-de-Luz Il donne un alignement de couleur verte, alors que celui de Saint-Jean-de-Luz est rouge.
Le phare fait l’objet d’une inscription au titre des monuments historiques depuis le 8 octobre 1993.
Il n'est pas ouvert à la visite.